# Тягун (Заринский район)
Тягун — станция (тип населённого пункта) в Заринском районе Алтайском крае России. Административный центр Тягунского сельсовета. 

## География
Населённый пункт находится на северо-востоке края, в восточной части района, при станции Тягун.
Абсолютная высота — 430 метров над уровнем моря.
Расстояние до районного центра (города Заринск) — 50 км.
Уличная сеть
включает в себя 37 улиц, 3 переулка и площадь Советов.
Климат
континентальный. Средняя температура января −17,7 °C, июля +19,2 °C. Годовое количество атмосферных осадков — 450 мм.

## История
Тягун основан в 1948 году.
В 1958 году получил статус посёлка городского типа, в 1999 году был преобразован в сельский населённый пункт.
В 1983 году в состав Тягуна Тягунского поссовета вошёл посёлок Тягун-Таловский.

## Растительность
В Тягуне произрастают редкие виды растений, занесенные как и в Красную книгу России, так и в Красную книгу Алтайского края. Лес здесь в основном состоит из ели, пихты, сосен и берез.

## Население
| 1989  | 2000  | 2001  | 2002  | 2003  | 2004  | 2005  | 2006  | 2007  |
| ----- | ----- | ----- | ----- | ----- | ----- | ----- | ----- | ----- |
| 2907  | ↘2596 | ↘2368 | ↘2305 | ↘2218 | ↘2136 | ↗2183 | ↗2217 | ↘2148 |
| 2008  | 2009  | 2010  | 2011  | 2012  | 2013  |       |       |       |
| ↘2038 | ↘2003 | ↗2016 | ↘2007 | ↘1956 | ↘1926 |       |       |       |

## Инфраструктура
В Тягуне находится средняя общеобразовательная школа (МБОУ «Тягунская СОШ»), дом культуры, Тягунская врачебная амбулатория, а также одноимённая железнодорожная станция Алтайского отделения Западно-Сибирской железной дороги (на линии Барнаул — Артышта-2). Действуют «Бийский гравийно-песчаный карьер», несколько частных предприятий по заготовке и переработке древесины, предприятия малого и среднего бизнеса, филиал сети магазинов «Корзинка Солнечная», участковый пункт полиции № 17 МО МВД «Заринский», церковь, отделение 659135 АО «Почта России».

## Транспорт
Относится к числу труднодоступных и отдалённых местностей.
Станция доступна автомобильным и железнодорожным транспортом.
Станция Тягун связывает посёлок с Барнаулом, Заринском и Новокузнецком.
Стоит на дороге общего пользования регионального значения «Голуха — Тягун — Аламбай» (идентификационный номер 01 ОП РЗ 01Н-1301).

## Известные жители
Пасынков Иван Иванович (1907—1982) — советский государственный и хозяйственный деятель. Депутат Верховного Совета СССР 3-го созыва (1950—1954).